# Inden, Valais
Inden (walsertyska: Ìnnu) är en ort och kommun i distriktet Leuk i kantonen Valais, Schweiz. Kommunen hade 118 invånare (2023).